# بهروز به‌نژاد
بهروز به‌نژاد (زاده ۵ خردادماه ۱۳۲۸ خورشیدی در تهران)، بازیگر تئاتر، سینما و تلویزیون و گوینده (دوبلور) ایرانی است. همسر او فرزانه تاییدی نیز از بازیگران سینمای ایران بود.

## زندگی هنری
به‌نژاد با بازی در فیلم آدمک در سال (۱۳۵۰) بازی در سینما را آغاز کرد. او در سال ۱۳۵۳ با ایفای نقش در مجموعه تلویزیونی گذر خلیل ده‌مرده همکاری با تلویزیون را آغاز کرد و پس از آن در سریال‌های مختلفی مانند چنگک، داستان‌های مولوی، به دنبال بنفشه و لحظه حضور یافت.
از معروف‌ترین و به‌یادماندنی‌ترین نقش‌آفرینی‌های او، بازی در فیلم فریاد زیر آب (ساخته سیروس الوند) در کنار داریوش اقبالی است.
از صداپیشگی‌های مشهور او نیز می‌توان به حرف زدن وی به جای آمیتاب باچان در نقش جی دو در فیلم مشهور شعله محصول ۱۹۷۵ اشاره کرد .

## فیلم شناسی

### سینما
- غلام (۲۰۱۶-۱۳۹۵)
- شب شکن (۱۳۶۳)
- شب زخمی (۱۳۵۶)
- فریاد زیر آب (۱۳۵۶)
- واسطه‌ها (۱۳۵۶)
- شام آخر (۱۳۵۵)
- هیاهو (۱۳۵۳)
- برهنه تا ظهر با سرعت (۱۳۵۱)
- صمد و فولادزره دیو (۱۳۵۱)
- آدمک (۱۳۵۰)[۲]

### تلویزیون
- گذر خلیل ده مرده (۱۳۵۲) محمود استاد محمد
- داستان های مولوی (۱۳۵۲) علی حاتمی نوروز (۱۳۵۳)
- به دنبال بنفشه (۱۱۳۵۶) منصور پورمند
- لحظه (مجموعه تلویزیونی) (۱۳۵۶) محمد صالح علا
- چنگک (مجموعه تلویزیونی) (۱۳۵۶) فریبرز صالح